# Бржестовський Сергій Павлович
Сергій Павлович Бржестовський (рос. Сергей Павлович Бржестовский; нар. 10 жовтня 1941, Нальчик, Кабардино-Балкарська АРСР, РРФСР) — радянський і український художник кіно, художник-постановник, кіноактор. Заслужений діяч мистецтв України (2006)

## Життєпис
У 1964 закінчив Київське училище прикладного мистецтва, в 1973 — Всесоюзний державний інститут кінематографії (художній факультет, педагог з фаху – Й. Шпінель). 
Художник кіно. Працює художником-постановником Національної кіностудії художніх фільмів імені Олександра Довженка. Основні твори: „Повернення з орбіти” (1983), „Серця трьох—2” (1993), „Як гартувалась сталь” (2000). 
Член Національної Спілки художників України (1978). Зараз — художник (за згодою) i член наглядової ради Національної кіностудії художніх фільмів імені Олександра Довженка (1996-2004, 2010).

## Фільмографія

### Художник кіно
- 1974 — Мріяти і жити
- 1975 — Там вдалині, за рікою
- 1976 — Свято печеної картоплі
- 1977 — Перед іспитом
- 1977 — Нісенітниця
- 1979 — Смужка нескошених диких квітів
- 1980 — Оповіді про кохання
- 1981 — «Яблуко на долоні»
- 1981 — Жінки жартують серйозно
- 1982 — Сімейна справа
- 1983 — Повернення з орбіти (у співавт.)
- 1990 — Меланхолійний вальс
- 1990 — Пам'ятай/ Ізгой
- 1992 — Серця трьох
- 1993 — Серця трьох-2
- 1999 — Як гартувалась сталь
- 2007 — Кольє для снігової баби
- 2007-2008 — Важкий пісок
- 2008 — Операція «ЧеГевара»
- та інші фільми...

### Актор
- 1975 в кіно — Там вдалині, за рікою
- 1977 в кіно — Перед іспитом
- 1979 в кіно — Смужка нескошених диких квітів
- та інші фільми...

## Нагороди і визнання
- Спеціальний диплом художнику Сергію Бржестовському (за фільм «Там вдалині, за рікою») — на Республіканському кінофестивалі дитячих та юнацьких фільмів у Києві, 1976 р.[4]
- Нагороджений орденом „Знак Пошани” (1986).[2]
- Номінація «Найкращий художник-постановник» - «Золотий орел» 2000[5].
- Головний приз на фестивалі в Сан-Ремо з формулюванням «За пошуки зображальної форми» фільмові «Ізгой»[6]
- Заслужений діяч мистецтв України (2006)[1]